# Michael Newman
Michael Newman (San Francisco, 26 aprile 1957 – Los Angeles, 20 ottobre 2024) è stato un attore, guardaspiaggia e vigile del fuoco statunitense, noto per l'interpretazione di sé stesso nella serie televisiva Baywatch, e unico attore del cast ad essere stato un guardaspiaggia anche nella vita reale.

## Biografia
Cominciò l'attività di guardaspiaggia all'età di dieci anni, entrando a far parte degli Junior Lifeguards e mostrando notevole attitudine per il nuoto e gli sport acquatici. Frequentò la Pacific Palisades High School, per poi specializzarsi in Advertising presso l'Università della California, Santa Barbara.
Nel 1989 collaborò con l'amico e collega Greg Bonann come consulente tecnico per la serie televisiva Baywatch, facendo anche frequenti comparse da attore. Dal 1996 divenne un membro effettivo del cast e vi rimase fino alla fine della serie. La presenza in TV lo rese molto popolare, tanto da guadagnarsi anche un fan club ufficiale.
Morì a Los Angeles il 20 ottobre 2024, per problemi cardiaci, all'età di 67 anni. Nel 2006 gli fu diagnosticata la malattia di Parkinson.

## Vita privata
Visse a Los Angeles con la moglie Sarah e i figli Chris ed Emily. 

## Filmografia

### Cinema
- Barry McKenzie Holds His Own, regia di Bruce Beresford (1974)
- Welcome to Hollywood, regia di Tony Markes e Adam Rifkin (1998)
- Enemy Action, regia di Brian Katkin (1999)

### Televisione
- Baywatch – serie TV, 151 episodi (1989-2000)
- Baywatch - Il mostro della baia (Baywatch: River of No Return), regia di Gregory J. Bonann – film TV (1992)
- Baywatch Nights – serie TV, 3 episodi (1996)